# 夫琅和费协会
弗劳恩霍夫应用研究促进协会（德語：Fraunhofer-Gesellschaft zur Förderung der angewandten Forschung e. V.）是德国也是欧洲最大的应用科学研究机构，成立于1949年3月26日，以德国科学家、发明家和企业家约瑟夫·弗劳恩霍夫的名字命名。弗劳恩霍夫协会下设80多个研究所，研究经费10亿欧元，总部位于慕尼黑。
弗劳恩霍夫协会是公助、公益、非營利組織的科研机构，为企业，特别是中、小企业开发新技术，新产品，新工艺，协助企业解决自身创新发展中的组织、管理问题。
近15000科研人员（包含德国合作院校的教授与参与实习的学生与研究生）一年为3000多企业客户完成约10000项科研开发项目，年经费逾10亿欧元。其中2/3来自企业和公助科研委托项目，另外1/3来自联邦和各州政府，用于前瞻性的研发工作，确保其科研水平处于领先地位。经费中会有至少40%会用于社会性，非商业化的科研工作。
弗劳恩霍夫协会致力于开展国际合作，在美国设有研究中心，在亚洲若干国家设有代表处，通过这些机构协会在世界的业务与合作正在进一步发展。
弗劳恩霍夫协会与中国科技、企业、教育界的合作至今有超过25年的历史，其间由众多夫琅和费协会研究所参与实施的研发项目，已经成为中德两国科技合作的重要组成部分。为了进一步加强、促进弗劳恩霍夫协会与中国各界的合作，协会于1999年在北京设立了弗劳恩霍夫北京代表处。

## 历史沿革
1949年3月26日，103名德国科技工作者在慕尼黑加入公益协会“促进应用研究弗劳恩霍夫学会注册协会”，标志着这家政府资助/协会管理的自发组织的专门面向工业应用研究的科学研究促进机构——弗劳恩霍夫协会的正式诞生。
1952年，德国联邦经济部宣布FhG为德国校外三大研究组织之一（与德国科学基金会（DFG）和马克斯-普朗克学会并列）。关于德国夫琅禾費学会是否应利用自身的设施对应用研究予以支持的问题引发了长时间的争议。
1954年起，该协会成立了第一个研究所。至1956年，它与德国国防部合作建设研究设施。在1959年，FhG由9所研究机构组成，雇员135名，预算为360万德国马克。
1965年，FhG被确定为一个应用研究支撑机构。
至1969年，FhG拥有19个研究所和超过1200名雇员。预算为3300万德国马克。与此同时，“弗劳恩霍夫协会发展促进委员会”为FhG的进一步发展进行了规划。该委员会制定了一种融资模式，使协会与自身的商业成就紧密相连。这一模式便是后来著名的“弗劳恩霍夫模式”。
该模式于1973年通过了联邦内阁和联邦与州委员会的批准。同年，FhG的执行委员会及其中央行政机构迁入慕尼黑Leonrodstraße 54号。
FhG的中小企业研究咨询促进计划设立，并在日后引起愈来愈多的关注。
1977年，FhG的部分行政所有权归属德国国防与研究部。
1984年，FhG拥有约3500名雇员和33所研究所，研究预算3亿6000万德国马克。
1987年，弗劳恩霍夫集成电路研究所开始开发一种音频压缩算法，成为了后来ISO-MPEG Audio Layer-3标准（ISO/IEC 11172-3和ISO/IEC 13818-3）即MP3。
至1988年，国防科研只占FhG全部支出的10%左右。
至1989年，FhG拥有近6400名雇员，37所研究所，总预算7亿马克。
1991年，德国统一，FhG面临将众多前东德研究机构作为分支机构与现有研究所合并的挑战。
1993年，FhG总预算超过10亿德国马克。
2000年，在FhG的使命声明中，将FhG定位为以市场和客户为导向，国家和国际化的积极的应用研究机构赞助组织。
2000与2001年间，德国数学和数据处理协会GMD（Gesellschaft für Mathematik und Datenverarbeitung）下属的各研究所和信息技术研究中心在德国联邦教研部的倡议下与FhG合并。
2002年，原本隶属莱布尼茨联合会（WGL）的海因里希赫兹研究所柏林通信技术有限公司划归FhG。该合并使FhG的预算首次超过10亿欧元。
2003年，FhG总部迁至慕尼黑。
FhG制定了严格具体的使命声明，声明总结了协会的基本目标，协会“文化”所需的“价值与指导原则”也得以确立。声明中，协会承诺将增加女性员工的机会，帮助员工认识自己并激发自身的创造潜力。
2004年，原弗劳恩霍夫集成电路研究所下属“弗劳恩霍夫电子媒体技术工作组”取得独立研究所地位，成为了弗劳恩霍夫数字媒体技术研究所IDMT。这种新的盟友和课题组，能够帮助FhG在现有的权限下提高自身的市场运作就绪水平。

## 研究机构
| 研究所                     | 缩写    | 所在地                           |
| -------------------------- | ------- | -------------------------------- |
| 应用集成信息安全研究所     | AISEC   | 慕尼黑                           |
| 纳米电子技术中心           | CNT     | 德累斯顿                         |
| 瞬时动态研究所             | EMI     | 弗赖堡 埃夫林根基兴              |
| 电子纳米系统研究所         | ENAS    | 开姆尼茨                         |
| 通讯技术系统研究所         | ESK     | 慕尼黑                           |
| 电子射线和等离子技术研究所 | FEP     | 德累斯顿                         |
| 计算机结构和软件技术研究所 | FIRST   | 柏林                             |
| 应用信息技术研究所         | FIT     | 圣奥古斯丁                       |
| 开放通讯系统研究所         | FOKUS   | 柏林                             |
| 通讯技术研究所             | HHI     | 柏林                             |
| 应用固体物理研究所         | IAF     | 弗莱堡                           |
| 智能分析和信息系统研究所   | IAIS    | 圣奥古斯丁                       |
| 劳动经济和组织研究所       | IAO     | 斯图加特                         |
| 应用聚合物研究所           | IAP     | 波茨坦                           |
| 生物医学工程研究所         | IBMT    | 努特塔尔 圣英贝特                |
| 建筑物理研究所             | IBP     | 霍尔茨基兴 斯图加特              |
| 化工技术研究所             | ICT     | 普芬茨塔尔                       |
| 数字媒体技术研究所         | IDMT    | 伊尔默瑙                         |
| 实验软件工程研究所         | IESE    | 凯撒斯劳滕                       |
| 生产技术和应用材料研究所   | IFAM    | 不来梅                           |
| 风力发电研究所             | IWES    | 不来梅哈芬（页面存档备份，存于） |
| 工厂运行和自动化研究所     | IFF     | 马格德堡                         |
| 界面和生物工程技术研究所   | IGB     | 斯图加特                         |
| 图像数据处理研究所         | IGD     | 罗斯托克 达姆施塔特              |
| 集成电路研究所             | IIS     | 埃朗根                           |
| 集成系统和元器件技术研究所 | IISB    | 埃朗根                           |
| 信息和数据处理研究所       | IITB    | 卡尔斯鲁厄                       |
| 陶瓷技术和烧结材料研究所   | IKTS    | 德累斯顿                         |
| 激光技术研究所             | ILT     | 亚琛                             |
| 分子生物和应用生态学研究所 | IME     | 亚琛 施马伦贝格                  |
| 物流和后勤研究所           | IML     | 多特蒙德                         |
| 微电子电路和系统技术研究所 | IMS     | 杜伊斯堡                         |
| 自然科学技术趋势分析研究所 | INT     | 奥伊斯基兴                       |
| 应用光学和精密机械研究所   | IOF     | 耶拿                             |
| 制造技术和自动化研究所     | IPA     | 斯图加特                         |
| 生产设备和结构技术研究所   | IPK     | 柏林                             |
| 物理测量技术研究所         | IPM     | 弗莱堡                           |
| 光电微系统研究所           | IPMS    | 德累斯顿                         |
| 集成传播和信息系统研究所   | IPSI    | 达姆施塔特                       |
| 制造工艺研究所             | IPT     | 亚琛                             |
| 房屋建筑信息中心           | IRB     | 斯图加特                         |
| 硅酸盐研究所               | ISC     | 维尔茨堡                         |
| 太阳能系统研究所           | ISE     | 弗赖堡                           |
| 系统技术和创新研究所       | ISI     | 卡尔斯鲁厄                       |
| 硅技术研究所               | ISIT    | 伊策霍                           |
| 软件和系统技术研究所       | ISST    | 柏林 多特蒙德                    |
| 层和表面技术研究所         | IST     | 不伦瑞克                         |
| 毒物学和实验医学研究所     | ITEM    | 汉诺威                           |
| 技术经济数学研究所         | ITWM    | 凯撒斯劳滕                       |
| 交通和基础设施系统研究所   | IVI     | 德累斯顿                         |
| 加工技术和包装研究所       | IVV     | 弗赖辛                           |
| 材料力学研究所             | IWM     | 哈雷 弗赖堡                      |
| 材料和射线研究所           | IWS     | 德累斯顿                         |
| 机床和成型技术研究所       | IWU     | 德累斯顿 开姆尼茨                |
| 无损探查技术研究所         | IZFP    | 德累斯顿 萨尔布吕肯              |
| 细胞治疗和免疫学研究所     | IZI     | 莱比锡                           |
| 可靠性和微集成研究所       | IZM     | 开姆尼茨 柏林 慕尼黑             |
| 工作可靠性研究所           | LBF     | 达姆施塔特                       |
| 专利部                     | PST     | 慕尼黑                           |
| 算法和科学计算研究所       | SCAI    | 圣奥古斯丁                       |
| 安全信息研究所             | SIT     | 达姆施塔特 圣奥古斯丁            |
| 技术开发组                 | TEG     | 斯图加特                         |
| 环境安全和能源技术研究所   | UMSICHT | 奥伯豪森                         |
| 木材研究所                 | WKI     | 不伦瑞克                         |